# Jean Richafort
Jean Richafort (* um 1480 in Flandern (unsicher); † um 1550 in Brügge (unsicher)) war ein franko-flämischer Komponist und Sänger der Renaissance.

## Leben und Wirken
Nach der niederländischen Übersetzung (1612) des Werks „Descrittione de tutti i Paesi Bassi“ (1567) des italienischen Schriftstellers Lodovico Guicciardini (1521–1589) gehört Jean Richafort zu einer Reihe von niederländischen Komponisten aus Brabant und Flandern, die bis zum Erscheinen seines Buchs verstorben sind. Ausführungen eines anderen Autors deuten darauf hin, dass der Komponist bei Josquin Desprez studiert hat, jedoch ist dies nicht erwiesen. Richafort wurde im Jahr 1507 zum maître du chant (Chorleiter) an der Kirche St. Romboud in Mecheln ernannt. In den Archiven des Kapitels dieser Kirche findet sich auch der Vermerk, dass während seiner Amtszeit als Magister zwei Brüder von ihm, Guillaume und François Richafort, in den Chor aufgenommen wurden. Nach etwa zwei Jahren, am 31. August 1509, wurde Noel Bauldeweyn sein Nachfolger. Es ist nicht direkt belegt, aber so gut wie sicher, dass Jean Richafort ab dieser Zeit Mitglied der Kapelle der französischen Königin Anne de Bretagne geworden ist, weil er im November 1512 eine Pfründe bekam, die in der Bretagne lag.
Aus den Registern der päpstlichen Kurie zwischen 1500 und 1520 ist bekannt, dass mehrere aufstrebende franko-flämische Komponisten im Dienst von Anne de Bretagne gestanden haben, darunter auch Jean Mouton und Antonius Divitis; einige dieser Musiker dienten gleichzeitig auch am Hof des französischen Königs Ludwig XII. (Amtszeit 1498–1515). Dass Richafort zu diesen gehörte, wird auf Grund des Textes seiner Motette „Consolator captivorum“ (Tröster der Gefangenen) vermutet, weil der 1. Teil dieser Motette ein Gebet an den 1297 heiliggesprochenen König Ludwig XI. (Amtszeit 1226–1270) beinhaltet und im 2. Teil um ein langes Leben des Angesprochenen gebeten wird sowie darum, dass er über seine Feinde siegen möge. Nach dem Tod von Ludwig XII. gehörte Richafort als Sänger zur Kapelle seines Nachfolgers Franz I. (Amtszeit 1515–1547) und begleitete den König und seinen Hofstaat im Januar 1516 nach Bologna zur Unterzeichnung des Konkordats von Bologna am 30. Januar 1516. Richafort bekam dort von Papst Leo X. weitere Pfründen und andere Auszeichnungen.
Die musikhistorische Forschung hat festgestellt, dass mehrere Kompositionen von Jean Richafort in wichtigen Handschriften des Repertoires des französischen Königshofs enthalten sind. Es ist nicht überliefert, wann der Komponist seinen Dienst in der französischen Hofkapelle beendet hat, auch gibt es keine Informationen über die Orte seines Wirkens in den 1520er und 1530er Jahren. Es gibt zwar den Hinweis auf einen gewissen Jean de Rycefort, der in den 1530er Jahren Bediensteter bei Maria von Ungarn in Brüssel war, jedoch gilt heute als sicher, dass es sich hier um Joachim de Rycefort handelt, der dort von 1532 bis 1543 als Sänger und Priester gewirkt hat. Sicher belegt ist der Amtsantritt von Jean Richafort im Mai 1543 an der Kirche St. Gilles in Brügge als Singmeister und kapelaan van den ontfanc als Nachfolger von Adriaen Landsheere. Er wurde knapp ein Jahr später, April 1544, durch Jan Bart ersetzt, aber nach dessen Tod übernahm Richafort dieses Amt im Juni 1548 ein weiteres Mal. Im Jahr 1550 wurde diese Stelle an Jacob Trehout vergeben, weil Richafort kurz zuvor verstorben war.

## Bedeutung
Auch wenn der Autor Pierre de Ronsard 1560 eine Schülerschaft Richaforts bei Josquin Desprez behauptet, für die es keine Belege gibt, so zeigen sein musikalischer Stil sowie die Kompositionstechniken einiger Werke eine deutliche Verwandtschaft zu dem älteren Meister. So benutzt Jean Richafort in seinem Requiem den gleichen Choral „Circumdederunt me“ wie Josquin in seiner Chanson „Nimphes, nappés“ als strukturbestimmendes Mittel. Einzelne Passagen derselben Chanson hat Richafort im Introitus und Kyrie des Requiems in Form einer Paraphrase verwendet. Weiterhin hat Richafort den Text und den musikalischen Satz des Abschnitts „c’est douleur non pareille“ aus Josquins Stück „Faulte d’argent“ im Graduale und Offertorium in kanonisch gesetzter Form übernommen. All dies sind deutliche Anzeichen, dass Richaforts Requiem als Huldigung an Josquin oder zum Gedenken nach seinem Tod 1521 geschrieben wurde. Dem gegenüber zeigen seine beiden höchstwahrscheinlich vor 1520 entstandenen Messkompositionen einen Stil und eine Technik, wie sie in den ersten Jahrzehnten des 16. Jahrhunderts (Antoine de Févin, Jean Mouton und Antonius Divitis) am französischen Hof üblich waren.
In seiner Veröffentlichung Dodekachordon rechnet der Schweizer Autor Heinrich Glarean Richafort zu den bedeutendsten Meistern seiner Zeit; die Beliebtheit gerade seiner Motetten drückt sich in einer bemerkenswerten Verbreitung dieser Kompositionen aus. So veröffentlichte das Verlagshaus Le Roy & Ballard im Jahr 1556 die Sammlung Joannis Richafort, Modulorum quatuor, quinque & sex vocum. Liber primus mit 19 Motetten des Komponisten, das ist mehr als die Hälfte der insgesamt überlieferten Stücke dieser Art. Außerdem wurden Richaforts Werke in etwa 90 gedruckten Sammlungen und 120 Handschriften bis in die 1580er Jahre überliefert. Seine Motetten und Chansons haben für mindestens 20 Komponisten nach seiner Zeit als Vorlagen für Parodiemessen gedient. Besonders hervorzuheben ist hier seine Motette „Quem dicunt homines“, die für sich schon in 30 Quellen des 16. Jahrhunderts überliefert ist. Sie diente als Vorlage für neun verschiedene Messen von Antonius Divitis, Jean Mouton, Lupus Hellinck/Pierkin de Raedt, Francisco Cellavenia, Charles d’Argentilly, Cristóbal de Morales, Vincenzo Ruffo, Giovanni Pierluigi da Palestrina und einem weiteren anonymen Komponisten. Abgesehen von den über 30 Messen über die burgundische Chanson „L'homme armé“, ist dies insgesamt das größte heute bekannte Messenkorpus über die gleiche Vorlage.

## Werke
Gesamtausgabe: Johannes Richafort, Collected Works, 3 Bände, herausgegeben von Harry Elzinga 1979–1999 (= Corpus mensurabilis musicae Nr. 81)
- Messen und Magnificats
  - Messa „O Genitrix“ zu vier Stimmen (nach einer Motette von Loyset Compère)
  - Messa „Veni Sponsa Christi“ zu vier Stimmen (nach einer eigenen Motette)
  - Requiem zu sechs Stimmen
  - Magnificat octavi toni zu zwei bis sechs Stimmen
  - Magnificat sexti toni zu drei bis fünf Stimmen
- Fragmente geistlicher Musik
  - „Fecit potentiam“ zu zwei Stimmen
  - „Sicut locutus est“ zu zwei Stimmen
- Motetten
  - „Ave Maria“ zu fünf Stimmen
  - „Christe, totius dominator“ zu vier Stimmen
  - „Christus resurgens“ zu vier Stimmen
  - „Cognoscimus, Domine“ zu vier Stimmen
  - „Ergo sum qui sum“ zu fünf Stimmen
  - „Emendemus in melius“ zu vier Stimmen
  - „Exaudiat te Dominus“ zu vier Stimmen
  - „Gloria, laus et honor“ zu vier Stimmen
  - „Gloriosi principes“ zu vier Stimmen
  - „Hac clara die“ zu vier Stimmen
  - „Homo quidam“ zu fünf Stimmen
  - „Jam non dicam“ zu fünf Stimmen
  - „Laetamini in Domino“ zu fünf Stimmen
  - „Misereatur mei“ zu vier Stimmen
  - „Non turbetur cor vestrum“ zu fünf Stimmen
  - „O beata infantia“ zu sechs Stimmen
  - „O praesul egregie“ zu vier Stimmen
  - „O quam dulcis“ zu vier Stimmen
  - „Pater noster“ zu fünf Stimmen
  - „Peccata mea, Domine“ zu vier Stimmen
  - „Philomena praevia“ zu vier Stimmen
  - „Quem dicunt homines“ zu vier Stimmen
  - „Salve regina“ zu fünf Stimmen
  - „Sufficiebat“ zu vier Stimmen
  - „Veni, electa mea“ zu sechs Stimmen
  - „Veni, Sponsa Christi“ zu fünf Stimmen
- Fragmente von Motetten
  - „Ave, virgo gloriosa“ zu vier Stimmen
  - „Consolator captivorum“ zu vier Stimmen
  - „Hoc signum Crucis“ zu fünf Stimmen
  - „Salve regina“ zu drei Stimmen
  - „Sancta Maria, succurre nobis“ zu einer Stimme
  - „Saulus adhuc spirans“ zu fünf Stimmen
- Chansons
  - „Cuidez vous que Dieu nous faille“ zu fünf Stimmen
  - „D’amours je suis desheritée“ zu fünf Stimmen
  - „De mon triste desplaisir“ zu vier Stimmen
  - „En révenant du bois l’autrier“ zu drei Stimmen
  - „Gentilz gallans, compagnons du raisin“ zu drei Stimmen
  - „Hors de plaisir et ce duict en lieu saulvaige“ zu vier Stimmen
  - „Il n’est sy doulce vie“ zu vier Stimmen
  - „J’ay veu que souloye“ zu drei Stimmen
  - „Je fus l’autrier où la belle surprins“ zu drei Stimmen
  - „L’amour de moy si est enclose“ zu drei Stimmen
  - „Le temps qui court requiert que l’on se taise“ zu vier Stimmen
  - „N’avez point veu mal assenée“ zu drei Stimmen
  - „Qui est celuy qui a dit mal du con?“ zu drei Stimmen
  - „Sur tous regretz les miens plus piteulx pleure“ zu vier Stimmen
  - „Sy je m’y plain j’ay bien raison“ zu fünf Stimmen
  - „Tru tru trut avant, il fault boire“ zu drei Stimmen
- Weltliche lateinische Kompositionen
  - „Laus tua, non tua fraus“ zu drei Stimmen
  - „Vinum bonum et suave“ zu fünf Stimmen
- Werke unsicherer Zuschreibung und unechte Werke (Richafort fälschlich zugeschrieben)
  - Magnificat quinti toni, Richafort und Divitis zugeschrieben, von Divitis
  - „Ad te levavi oculos meos“ zu vier Stimmen, Richafort und Nicolas Gombert zugeschrieben, von Gombert
  - „Congratulamini mihi“ zu vier Stimmen, Richafort, Josquin und Brun zugeschrieben
  - „Gaudent in caelis“ zu acht Stimmen, Richafort, Dominique Phinot und Philippe Verdelot zugeschrieben, von Verdelot
  - „In illo tempore: Dixit Jesus discipulis“ zu fünf Stimmen, Richafort und Brumen zugeschrieben, von Brumen
  - „Jerusalem luge“ zu fünf Stimmen, mehrfach Richafort zugeschrieben, aber auch Lupus und Arnoldus Caen sowie anonym
  - „Levavi oculos meos“ zu vier Stimmen, teilweise Richafort zugeschrieben, von Nicolas Gombert
  - „Miseremini mei“ zu vier Stimmen, teilweise Richafort, teilweise Josquin, teilweise Jean Mouton zugeschrieben
  - „O genitrix gloriosa“ zu vier Stimmen, Richafort und Loyset Compère zugeschrieben, von Compère
  - „Si bona suscepimus“ zu fünf Stimmen, Richafort und Philippe Verdelot zugeschrieben, von Verdelot
  - „La rousé du moys de may“ zu drei Stimmen, Richafort und Adrian Willaert zugeschrieben, von Willaert
  - „Or, vray Dieu, qu’il est enuye“ zu drei Stimmen, Richafort und Thomas Crécquillon zugeschrieben, teilweise anonym
  - „N’a tu point veu“ zu vier Stimmen, teilweise Richafort zugeschrieben, teilweise anonym
  - „N’as tu point veu la viscontine“ zu drei Stimmen, teilweise Richafort zugeschrieben, von Adrian Willaert
  - „Ne vous chaille, mon cueur“ zu fünf Stimmen, teilweise Richafort, teilweise Hermann Verrecorensis Matthias zugeschrieben, teilweise anonym

## Aufnahmen
- Christus resurgens, Motette, CD Naxos 8.553211
- Requiem [in memoriam Josquin Desprez], gespielt vom Huelgas-Ensemble, CD HMC 901874
- Missa pro defunctis (Requiem), Cinquecento, Hyperion